# 飯田 (佐倉市)
飯田（いいだ）は、千葉県佐倉市の大字。郵便番号285-0032。

## 地理
北は飯田干拓、東は大佐倉、南東は千成、南は鏑木町、南西は宮前、西は岩名、北西は飯野に隣接している。地内に飯田台と隣接している。

## 世帯数と人口
2017年（平成29年）10月31日現在の世帯数と人口は以下の通りである。
| 大字 | 世帯数  | 人口  |
| ---- | ------- | ----- |
| 飯田 | 186世帯 | 488人 |

## 小・中学校の学区
市立小・中学校に通う場合、学区は以下の通りとなる。
| 地域            | 小学校               | 中学校             |
| --------------- | -------------------- | ------------------ |
| 1～882          | 佐倉市立内郷小学校   | 佐倉市立佐倉中学校 |
| 884～889の1     | 佐倉市立内郷小学校   | 佐倉市立佐倉中学校 |
| 889の5          | 佐倉市立内郷小学校   | 佐倉市立佐倉中学校 |
| 891の2          | 佐倉市立内郷小学校   | 佐倉市立佐倉中学校 |
| 892             | 佐倉市立内郷小学校   | 佐倉市立佐倉中学校 |
| 893の1          | 佐倉市立内郷小学校   | 佐倉市立佐倉中学校 |
| 894～915の1     | 佐倉市立内郷小学校   | 佐倉市立佐倉中学校 |
| 933の2          | 佐倉市立内郷小学校   | 佐倉市立佐倉中学校 |
| 934～948        | 佐倉市立内郷小学校   | 佐倉市立佐倉中学校 |
| 950の3          | 佐倉市立内郷小学校   | 佐倉市立佐倉中学校 |
| 953の2          | 佐倉市立内郷小学校   | 佐倉市立佐倉中学校 |
| 954～1014       | 佐倉市立内郷小学校   | 佐倉市立佐倉中学校 |
| 1021            | 佐倉市立内郷小学校   | 佐倉市立佐倉中学校 |
| 1030～1053      | 佐倉市立内郷小学校   | 佐倉市立佐倉中学校 |
| 1056～1755      | 佐倉市立内郷小学校   | 佐倉市立佐倉中学校 |
| 883             | 佐倉市立佐倉東小学校 | 佐倉市立佐倉中学校 |
| 889の2～889の4  | 佐倉市立佐倉東小学校 | 佐倉市立佐倉中学校 |
| 889の6          | 佐倉市立佐倉東小学校 | 佐倉市立佐倉中学校 |
| 889の7          | 佐倉市立佐倉東小学校 | 佐倉市立佐倉中学校 |
| 890～891の1     | 佐倉市立佐倉東小学校 | 佐倉市立佐倉中学校 |
| 891の3～891の11 | 佐倉市立佐倉東小学校 | 佐倉市立佐倉中学校 |
| 893の2          | 佐倉市立佐倉東小学校 | 佐倉市立佐倉中学校 |
| 915の2          | 佐倉市立佐倉東小学校 | 佐倉市立佐倉中学校 |
| 916～933の1     | 佐倉市立佐倉東小学校 | 佐倉市立佐倉中学校 |
| 949～950の1     | 佐倉市立佐倉東小学校 | 佐倉市立佐倉中学校 |
| 950の5          | 佐倉市立佐倉東小学校 | 佐倉市立佐倉中学校 |
| 951～953の1     | 佐倉市立佐倉東小学校 | 佐倉市立佐倉中学校 |
| 1015～1020      | 佐倉市立佐倉東小学校 | 佐倉市立佐倉中学校 |
| 1022～1029      | 佐倉市立佐倉東小学校 | 佐倉市立佐倉中学校 |
| 1054            | 佐倉市立佐倉東小学校 | 佐倉市立佐倉中学校 |
| 1055            | 佐倉市立佐倉東小学校 | 佐倉市立佐倉中学校 |

## 施設
- 麻賀多大明神
- 慈眼寺